# Cadena de Louisville
La dorsal Louisville, también conocida como cadena de montes submarinos Louisville, es una cadena submarina de más de 70 montes submarinos situada en la porción suroccidental del océano Pacífico. Es una de las cadenas de montes submarinos más largas de la Tierra y se extiende unos 4.300 km desde la dorsal pacífico-antártica hacia el noroeste hasta la fosa de Tonga-Kermadec, donde subduce bajo la Placa indoaustraliana como parte de la placa del Pacífico. La cadena puede haberse formado por el movimiento de la placa del Pacífico sobre el punto caliente de Louisville o por la filtración de magma del manto poco profundo a través de la zona de fractura de Eltanin, que está cercano.
La existencia de la cadena de montes submarinos se detectó por primera vez en 1972.

## Montes submarinos
La dorsal Louisville incluye los siguientes:
- Monte submarino Burton
- Monte submarino Currituck
- Monte submarino Danseur
- Monte Darvin Guyot
- Monte submarino Forde
- Monte submarino Louisville
- Monte submarino Osbourn
- Monte submarino Pierson
- Monte submarino Rumyantsev
- Monte submarino Seafox
- Monte submarino Trobriant
- Monte submarino Valerie Guyot
- Monte submarino Vostok